# 태양 다이너모
태양 다이너모(Solar dynamo, 솔라 다이너모, 태양 발전기)는 태양의 자기장을 생성하는 물리적 과정이다. 이는 다이너모 이론의 변형으로 설명된다. 태양 내부에서 자연적으로 발생하는 발전기는 앙페르, 패러데이, 옴의 법칙뿐만 아니라 자기 유체 역학의 법칙을 형성하는 유체동역학의 법칙에 따라 전류와 자기장을 생성한다. 태양 다이너모의 자세한 메커니즘은 알려져 있지 않으며 현재 연구 대상이다.

## 구조
다이너모는 운동 에너지를 전자기 에너지로 변환한다. 전단력이나 난류와 같은 더 복잡한 운동을 하는 전기 전도성 유체는 렌츠의 법칙을 통해 일시적으로 자기장을 증폭시킬 수 있다. 자기장에 대한 유체의 움직임은 초기 자기장을 왜곡하는 유체에 전류를 유도한다. 유체 운동이 충분히 복잡하면 이류 유체 증폭을 통해 본질적으로 확산성 또는 저항성 붕괴의 균형을 유지하면서 자체 자기장을 유지할 수 있다. 이러한 시스템을 자립형 다이너모라고 한다. 태양은 태양 내부의 대류 운동과 차등회전을 전기 자기 에너지로 변환하는 자립형 다이너모이다.
현재 타코클라인의 기하학적 구조와 폭은 훨씬 더 강한 토로이달 필드를 생성하기 위해 약한 폴로이드 필드를 감아 태양 다이너모 모델에서 중요한 역할을 한다는 가설이 세워졌다. 그러나 복사핵이 없고 대류층만 있는 차가운 별과 갈색왜성에 대한 최근 전파 관측을 통해 이들이 대규모의 태양 강도 자기장을 유지하고 태양과 유사한 활동을 보이는 것으로 나타났다. 이는 대류 구역만이 태양 다이너모의 기능을 담당할 수 있음을 시사한다.

## 같이 보기
- 항성 자기장